# Стио
Стѝо (на италиански: Stio) е село и община в Южна Италия, провинция Салерно, регион Кампания. Разположено е на 675 m надморска височина. Населението на общината е 942 души (към 2012 г.).